# Ахмед бей Джаваншир
Ахмед бей Джаваншир (азерб. Əhməd bəy Cavanşir; 1823 — 1903) — азербайджанський інженер, історик, поет. Правнук засновника Карабахського ханства Панах-Алі хана Джаваншира. 

## Життєпис
Ахмед-бей Джафар-Кулі-бек-оглу народився в 1819 в селі Кягрізлі, Кебірлінського магала Карабаху. Походив з роду Панах Алі-хана Джаваншира. До 15 років навчався при медресе.  
У 1843 на прохання Мехдікулі-хана Джаваншира імператор Микола I спрямовує Ахмед бея до Павловського кадетського корпусу.  
У 1848, після закінчення кадетського корпусу, Ахмед бей спрямовується до Гусарського полку Великого Князя Костянтина Миколайовича. У складі полку брав участь в Кримській війні. За бойові заслуги був нагороджений орденом і чином штабс-ротмістра.  
У 1854 був змушений подати у відставку через поранення в руку, отримане на дуелі, ще в 1850. 
Після відставки повертається до свого рідного села, де займається господарськими питаннями. Отримавши європейську освіту, Ахмед бей намагається впровадити нові прогресивні методи управління у своїх володіннях. Будує мережу зрошувальних каналів і меліоративних споруд для розвитку сільського господарства і зерноводства, зокрема. З огляду на інженерний талант і досвід Ахмед бея, царський уряд доручає йому очолити комісію з розширення та розвитку меліоративних та іригаційних споруд в Мильському степу. 
У період армійської служби Ахмед бей долучився до занять красним письменством: писав вірші і перекладав азербайджанською мовою твори деяких іноземних поетів і казки Андерсена. У похилому віці, відійшовши від справ, більш активно зайнявся літературною діяльністю, став збирати фольклор. Його великим історичним твором стала книга «Про політичну ситуацію в Карабахському ханстві в 1747 — 1805-х роках» (перша публікація — в газеті «Кавказ». — 1884. — № 139, 150, 154, 161, 167). 
Ахмед бей Джаваншир помер в 1903. 

### Родина
Донька Ахмед бея Джаваншира — Гаміда ханум Джаваншир (1873 — 1955), дружина Мірзи Джаліла Мамедкулізаде. Найцінніший її твір — «Мої спогади про Мірзу Джаліла». 

## Вибрані праці
- Джеваншир А. О политическомъ существованіи Карабачскаго ханства съ 1747 по 1805 годъ. — Тифлисъ : тип. Канц. главноначальствующаго гражд. частію на Кавказѣ, 1884. — 21 с.[1]
- Джеваншир А. О политическом существовании Карабагского ханства с 1747 по 1805 год. — Шуша : типо-лит. А. М. Мугдусиакопова, 1901. — 75 с.[2]
- Джеваншир А. О политическом существовании карабахского ханства (с 1747 по 1805 год). — Баку : Изд-во АН Азерб. ССР, 1961. — 104 с. — 6500 прим.[3]